# المدرسة الأمريكية الدولية في كينجستون

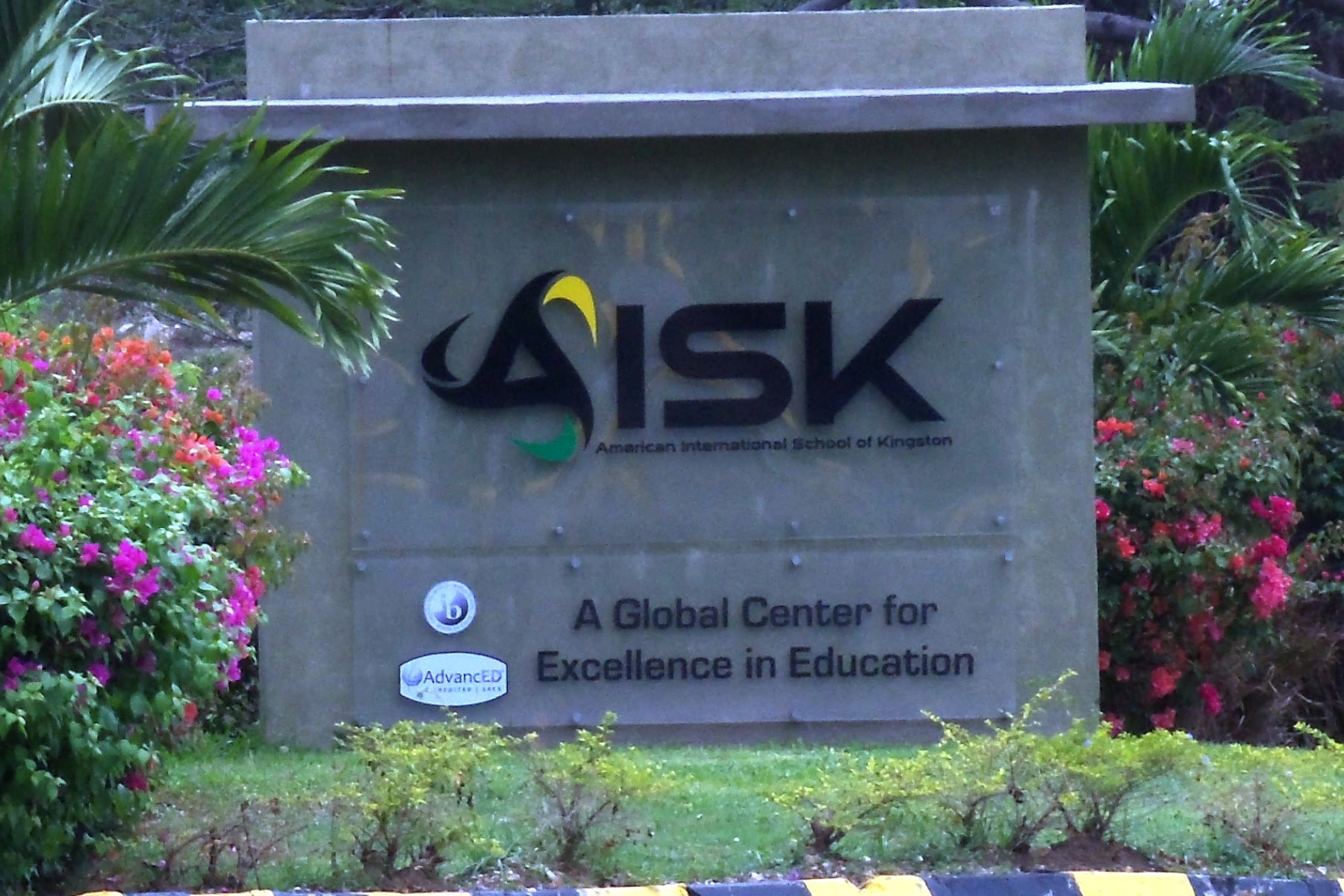
اللافتة عند المدخل الأمامي للمدرسة الأمريكية الدولية في كينجستون

المدرسة الأمريكية الدولية في كينجستون (AISK) هي مدرسة أمريكية دولية تقع في الكلية الخضراء في Kingston ، جامايكا. هي مدرسة نهارية خاصة مفتوحة لكل من الطلاب والطالبات من جميع الجنسيات. التميمة إعصار. 

## تاريخ
افتتحت المدرسة في سبتمبر 1994 مع 27 طالبًا مسجلين في الصفوف من رياض الأطفال حتى الخامس، يتم تدريسهم من قبل المعلمين، والصفوف من السادس إلى الثاني عشر هي دورات بالمراسلة. اعتمدت الرابطة الجنوبية للكليات والمدارس المدرسة في العام الدراسي 2001-2002. مع مرور الوقت، تم استبدال المزيد من فصول المراسلة بالفصول التي يقودها المعلم. تم افتتاح مبنى المدرسة الحالي في أغسطس 2009. 

## مقرر
إنها مدرسة إعدادية جامعية بقصد إرسال الخريجين إلى دراسات ما بعد الثانوية في الولايات المتحدة وكندا وأوروبا. يتم تدريس الفصول باللغة الإنجليزية، واللغة الإنجليزية كلغة ثانية متاحة للتدريس للصفوف الابتدائية.  توجد مدارس ابتدائية ومتوسطة وثانوية. يتم تقديم برنامج دبلوم البكالوريا الدولية للطلاب في الصفين 11 و 12. يتم التركيز على تطوير محو الأمية البدنية من خلال إشراك الطلاب في برامج التربية البدنية المناسبة لأعمارهم. كما يتم تقديم رياضات اسكواش لمساعدة الطلاب على تخصص المهارات والمعرفة.

## الفنون
تتوفر برامج فنون مختلفة للطلاب المسجلين، مثل:
- الفنون البصرية
- الرقص
- دراما
- عرض المواهب الوطني - مهرجان JCDC لمسابقة الفنون المرئية والمسرحية [5]

## التسجيل
اعتبارًا من العام الدراسي 2017-2018، كان هناك 47 عضوًا من أعضاء هيئة التدريس و 298 طالبًا. يحكم مجلس الأمناء تنظيم المدرسة. تُدفع الرسوم الدراسية بالدولار الأمريكي وهي كالتالي:
- رياض الأطفال: 10724 دولارًا
- من الصف الأول إلى الخامس: 14952 دولارًا
- من الصف السادس إلى الثامن: 16.564 دولارًا
- من الصف التاسع إلى الحادي عشر: 17912 دولارًا
- الصف الثاني عشر: $ 20,412 [6]

## الجوائز
في عام 2018، شاركت ثلاث طالبات في مسابقة جماعية في تحدي الطاقة الشمسية في جامايكا وفازن بالمركز الثاني. تم منحهم جائزة قدرها 40,000 دولار (300 دولار أمريكي).

## روابط خارجية
- المدرسة الأمريكية الدولية في كينجستون